# هيرو ياماموتو
هيرو ياماموتو (بالإنجليزية: Hiro Yamamoto) هو موسيقي أمريكي، ولد في 13 أبريل 1961 في سياتل في الولايات المتحدة.

## وصلات خارجية
- هيرو ياماموتو على موقع IMDb (الإنجليزية)
- هيرو ياماموتو على موقع ميوزك برينز (الإنجليزية)
- هيرو ياماموتو على موقع أول ميوزيك (الإنجليزية)
- هيرو ياماموتو على موقع ديسكوغز (الإنجليزية)